# Pobit kamyk (obwód Razgrad)
Pobit kamyk (bułg. Побит камък) – wieś w Bułgarii, w obwodzie Razgrad, w gminie Razgrad. W 2023 roku liczyła 216 mieszkańców.